# پارک ملی ایخ بوگد اول
پارک ملی ایخ بوگد اول (به لاتین: Ikh Bogd Uul National Park) یک پارک ملی در مغولستان است.